# Глоговяни-Стара-Весь
Глоговяни-Стара-Весь (пол. Głogowiany-Stara Wieś) — село в Польщі, у гміні Ксьонж-Великі Меховського повіту Малопольського воєводства.
Населення — 169 осіб (2011).
У 1975-1998 роках село належало до Келецького воєводства.

## Демографія
Демографічна структура станом на 31 березня 2011 року:
|          | Загалом | Допрацездатний вік | Працездатний вік | Постпрацездатний вік |
| -------- | ------- | ------------------ | ---------------- | -------------------- |
| Чоловіки | 78      | 15                 | 52               | 11                   |
| Жінки    | 91      | 23                 | 50               | 18                   |
| Разом    | 169     | 38                 | 102              | 29                   |